# Саттер (округ)
Са́ттер (англ. Sutter County) — округ в штате Калифорния, США.

## География
Округ Саттер расположен в долине Сакраменто, главной его водной артерией является крупнейшая река штата с одноимённым названием, также по территории округа протекает крупная река Фетер. Площадь округа составляет 1574,7 км² (53-е место из 58 округов штата), при этом открытые водные пространства занимают 14,5 км² (0,92 %). Около 88 % суши округа являются первосортными сельхозугодьями и пастбищами.
Округ Саттер со всех сторон окружён другими округами Калифорнии:
- Сакраменто — с юга
- Йоло — с юга
- Колуса — с запада
- Бьютт — с севера
- Юба — с востока
- Пласер — с юго-востока

### Населённые пункты округа
Сортировка по убыванию населения. В скобках указано количество жителей на 2010 год. Административный центр выделен полужирным.
Города (city)
- Юба-Сити (64 925)
- Лайв-Ок[англ.] (8392)

Статистически обособленные местности
- Саттер[англ.] (2904)
- Меридиан[англ.] (358)
- Рио-Осо[англ.] (356)
- Роббинс[англ.] (323)
- Троубридж[англ.] (226)
- Ист-Николейус[англ.] (225)
- Николейус[англ.] (211)

Неинкорпорированные коммуны
Сортировка в алфавитном порядке, количество жителей неизвестно
- Верона
- Керквилл
- Кэтлетт
- Ли
- Плезант-Гров
- Рейго
- Рио-Рамаза
- Тьерра-Буэна

## История
Округ Саттер был образован 18 февраля 1850 года и является одним из «первоначальных»: он был образован примерно за полгода до появления Калифорнии как штата. Назван округ был в честь Джона Саттера (1803—1880), калифорнийского предпринимателя немецко-швейцарского происхождения. Он, первый поняв перспективы плодородных почв региона, получил земельный грант на эту территорию и дал ей название Новая Гельвеция.
В 1852 году часть округа Саттер отошла округу Пласер.
В ноябре 2008 года в Калифорнии состоялся референдум о так называемом Предложении 8: разрешать ли на территории штата однополые браки. Против этого высказались 52,5 % жителей штата, причём в округе Саттер сторонников традиционных отношений оказалось 70,7 % — самый высокий результат среди всех округов Калифорнии.

## Транспорт
Крупнейшим аэропортом округа является Аэропорт округа Саттер. Основным автобусным оператором является Yuba-Sutter Transit. Через округ проходят крупные автомагистрали SR20, SR70, SR99 и SR113.

## Демография
За исключением первого десятилетия существования округа, его население постоянно росло. Особо можно отметить 1860-е и 1910-е годы, когда количество жителей Саттера за десятилетие возрастало на 50 и более процентов.
2000 год
По переписи 2000 года в округе Саттер проживали 78 930 человек, было 27 033 домохозяйства и 19 950 семей. Расовый состав: белые — 67,5 %, негры и афроамериканцы — 1,9 %, коренные американцы — 1,6 %, азиаты — 11,3 %, уроженцы тихоокеанских островов — 0,2 %, прочие расы — 13 %, смешанные расы — 4,6 %, латиноамериканцы (любой расы) — 22,2 %.
О происхождении своих предков жители округа сообщили следующее: немцы — 10,3 %, англичане — 7,1 %, ирландцы — 6,1 %. Своим родным языком английский назвали 70,3 %, испанский — 17,9 %, панджаби — 9,3 %.
В 37,9 % домохозяйств проживали несовершеннолетние, 57 % домохозяйств представляли собой супружескую пару, живущую совместно, 11,7 % — женщину — главу семьи без мужа и 26,2 % домохозяйств не являлись семьями. Среднестатистическая семья состояла из 3,35 человек.
29 % населения округа были младше 18 лет, 9,2 % — в возрасте от 18 до 24 лет, 28,2 % — от 25 до 44 лет, 21,3 % — от 45 до 64 лет и 12,4 % были старше 65 лет. Средний возраст жителя составил 34 года. На 100 лиц женского пола приходилось 98 лиц мужского, причём на 100 совершеннолетних женщин приходилось уже 94,3 мужчины сопоставимого возраста.
Средний доход домохозяйства составил 38 375 долларов в год, семьи — 44 330 долларов. Мужчина в среднем зарабатывал 35 723 доллара в год, женщина — 25 778 долларов, доход на душу населения составлял 17 428 долларов в год. 12,1 % семей и 15,5 % населения округа проживали за чертой бедности, в том числе 21,3 % несовершеннолетних и 7,7 % пенсионеров.
2009 год
По оценкам 2009 года в округе Саттер проживали 94 192 человека. Показатели преступности в этом году: воровство — 1474 случая (15,35 преступлений на 1000 человек), кражи — 446 (4,74), угоны автотранспорта — 201 (2,13), грабежи — 54 (0,57), изнасилования — 24 (0,25), поджоги — 11 (0,12). Средний доход домохозяйства составил 50 333 доллара в год. За чертой бедности проживали 14,1 % населения, в том числе 31,8 % латиноамериканцев и 6,3 % не-латиноамериканцев.
2010 год
По переписи 2010 года в округе Саттер проживали 94 737 человек.Расовый состав: белые — 61 %, негры и афроамериканцы — 2 %, коренные американцы — 1,4 %, азиаты — 14,4 %, уроженцы тихоокеанских островов — 0,3 %, прочие расы — 15,3 %, смешанные расы — 5,6 %, латиноамериканцы (любой расы) — 28,8 %. Средний возраст жителя составил 34 года (33 года для мужчин и 35 лет для женщин).
2012 год
По оценкам 2012 года в округе Саттер проживали 95 022 человека. 41,2 % населения были мужского пола, 58,8 % — женского. 19,3 % населения были рождены вне США, при показателе по Калифорнии в 26,2 %.
2013 год
По оценкам 2013 года в округе Саттер проживали 95 350 человек. 50,2 % населения были женского пола, 49,8 % — мужского. 6,9 % жителей округа были младше 5 лет, 26,6 % — в возрасте от 5 до 18 лет, 13,9 % — старше 65 лет.
По политическим предпочтениям 44,47 % дееспособного населения относили себя к сторонникам республиканцев и 32,46 % — к демократам. Вообще округ Саттер традиционно является «республиканским» регионом: с 1920 по 2012 года здесь «демократы» побеждали лишь трижды — на выборах 1932, 1936 и 1940 годов.

## Достопримечательности
- Останцы «Саттер»[англ.] — комплекс небольших разрушенных вулканических куполов, образующих останцы. Известен под прозвищем «Самый маленький в мире горный хребет».

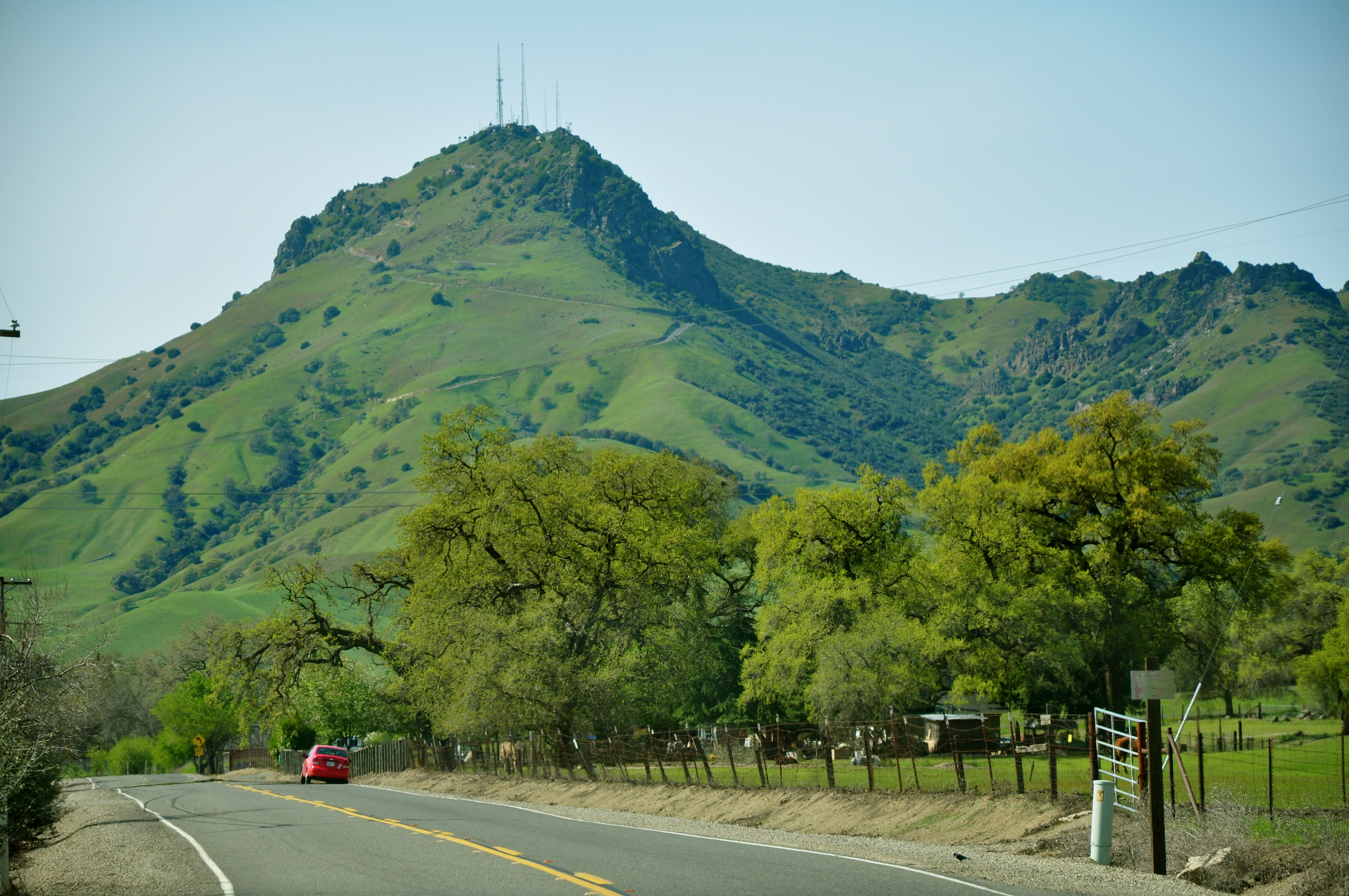
Южный, самый крупный из останцов «Саттер»[англ.] во время мартовского цветения
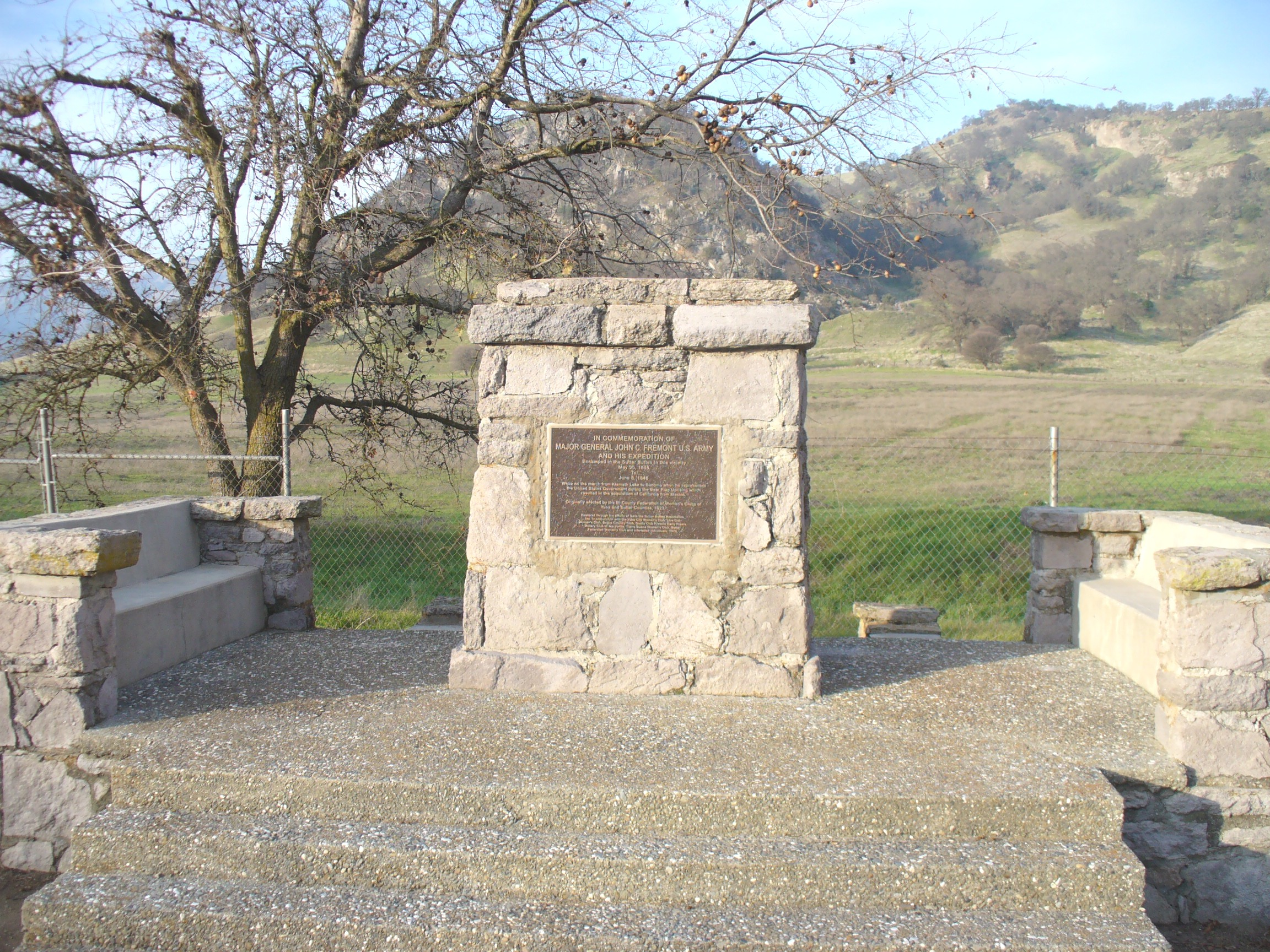
Монумент на месте стоянки Джона Фримонта
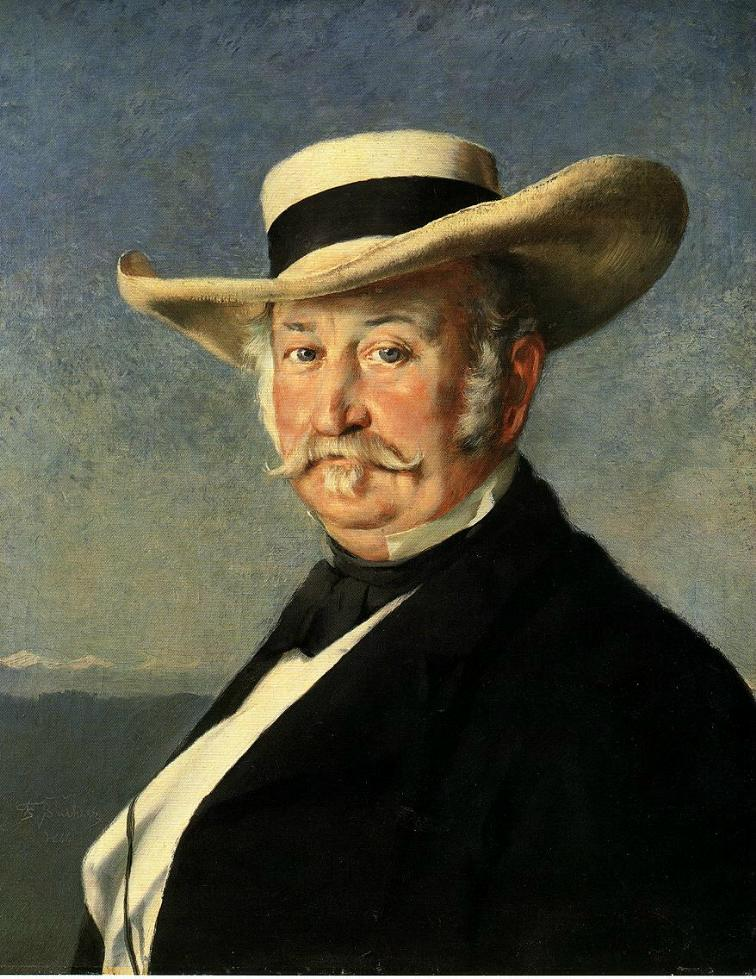
Джон Саттер, в честь которого округ получил своё название